# Synodontis thamalakanensis
Synodontis thamalakanensis är en afrikansk fiskart i ordningen malartade fiskar som förekommer i Botswana och Namibia. Den är främst nattaktiv. Vuxna exemplar kan bli upp till och med 17,5 cm långa och blir vanligtvis inte äldre än lite drygt 4 år.